# Pierrick Hiard
Pierrick Hiard (Rennes, 27 aprile 1955) è un ex calciatore francese.

## Biografia
Cresciuto nelle giovanili dello Stade Rennais (in cui entrò nel 1965), entrò in prima squadra nel 1973. Nel corso del campionato 1977-78 fu acquistato dal Bastia. Inizialmente impiegato come secondo portiere, alla sua prima stagione nel club còrso Hiard sostituì il portiere titolare Marc Weller nelle partite di Coppa UEFA (in cui la squadra raggiunse la finale, venendo poi sconfitta dal PSV), poi dalla stagione 1979-80 divenne titolare fisso della squadra.
Al secondo anno da titolare Pierrick Hiard vinse a livello di club la Coppa di Francia e fu convocato per la prima ed unica volta nella nazionale francese, in una partita valida per le qualificazioni ai campionati del mondo del 1982, persa per 2-0 contro il Belgio. Nonostante fosse stato incluso tra i possibili convocati per i mondiali in Spagna, alla fine non fu incluso nella lista dei convocati venendogli preferito Jean-Luc Ettori.
Alla fine della stagione 1982-83 Hiard fu ceduto allo Stade Rennais, in cui rimase fino al 1992, anno in cui concluse la sua carriera per dedicarsi prima all'attività di preparatore dei portieri, quindi a quella di osservatore, sempre per la squadra bretone.

## Statistiche

### Cronologia delle presenze e reti in nazionale[3]
| Cronologia completa delle presenze e delle reti in nazionale ― Francia | Cronologia completa delle presenze e delle reti in nazionale ― Francia | Cronologia completa delle presenze e delle reti in nazionale ― Francia | Cronologia completa delle presenze e delle reti in nazionale ― Francia | Cronologia completa delle presenze e delle reti in nazionale ― Francia | Cronologia completa delle presenze e delle reti in nazionale ― Francia | Cronologia completa delle presenze e delle reti in nazionale ― Francia | Cronologia completa delle presenze e delle reti in nazionale ― Francia |
| Data                                                                   | Città                                                                  | In casa                                                                | Risultato                                                              | Ospiti                                                                 | Competizione                                                           | Reti                                                                   | Note                                                                   |
| ---------------------------------------------------------------------- | ---------------------------------------------------------------------- | ---------------------------------------------------------------------- | ---------------------------------------------------------------------- | ---------------------------------------------------------------------- | ---------------------------------------------------------------------- | ---------------------------------------------------------------------- | ---------------------------------------------------------------------- |
| 09/09/1981                                                             | Bruxelles                                                              | Belgio                                                                 | 2 – 0                                                                  | Francia                                                                | Qual. Mondiali                                                         | -                                                                      |                                                                        |
| Totale                                                                 |                                                                        | Presenze                                                               | 1                                                                      |                                                                        | Reti                                                                   | -2                                                                     |                                                                        |

## Palmarès
- Coppa di Francia: 1

Bastia: 1980-1981